# Lione/Conti
Lione/Conti é um álbum colaborativo dos cantores italianos de power metal Fabio Lione (Angra, Turilli / Lione Rhapsody, ex-Rhapsody of Fire) and Alessandro Conti (Trick or Treat, Luca Turilli's Rhapsody) sob o nome Lione / Conti. Foi lançado pela Frontiers Records em 26 de janeiro de 2020 (uma fonte diz 18 de janeiro) O projeto foi idealizado pelo presidente da Frontiers, Serafino Perugino, que queria criar uma versão italiana da parceria Allen-Lande da gravadora. O álbum foi escrito e produzido por Simone Mularoni (da banda DGM).

## Lista de músicas
Todas as faixas escritas e compostas por Simone Mularoni. 
| N.º            | Título                                  | Vocais                        | Duração |  |
| 1.             | "Ascencion" (Ascenção)                  | Fabio Lione, Alessandro Conti | 4:41    |  |
| 2.             | "Outcome" (Resultado)                   | Lione, Conti                  | 4:18    |  |
| 3.             | "You're Falling" (Você Está Caindo)     | Lione, Conti                  | 4:51    |  |
| 4.             | "Somebody Else" (Outra Pessoa)          | Lione, Conti                  | 5:21    |  |
| 5.             | "Misbeliever" (Nâo-crente)              | Conti                         | 4:07    |  |
| 6.             | "Destruction Show" (Show de Destruição) | Lione                         | 4:32    |  |
| 7.             | "Glories" (Glórias)                     | Lione, Conti                  | 4:24    |  |
| 8.             | "Truth" (Verdade)                       | Lione, Conti                  | 5:07    |  |
| 9.             | "Gravity" (Gravidade)                   | Conti                         | 4:36    |  |
| 10.            | "Crosswinds" (Ventos Cruzados)          | Lione                         | 3:56    |  |
| Duração total: | Duração total:                          | Duração total:                | 44:53   |  |

## Créditos
- Fabio Lione - vocais
- Alessandro Conti - vocais
- Simone Mularoni - guitarras, baixo
- Filippo Martignano - teclados
- Marco Lanciotti - bateria

Fontes:

## Recepção da crítica
| Críticas profissionais | Críticas profissionais |
| Avaliações da crítica  | Avaliações da crítica  |
| Fonte                  | Avaliação              |
| ---------------------- | ---------------------- |
| Metal Hammer Italia    | 76/100                 |

Escrevendo para a Metal Hammer Italia, Dario Cattaneo elogiou a qualidade geral do álbum, mas criticou-o por soar muito semelhante a bandas como Kamelot e o próprio DGM em vez do metal bombástico épico sinfônico com o qual os dois vocalistas estão mais associados.